# Lüttchendorf
Lüttchendorf è un ex comune tedesco di 639 abitanti, situato nel land della Sassonia-Anhalt, oggi frazione di Seegebiet Mansfelder Land. Il 1º gennaio 2010, insieme ai comuni di Amsdorf, Aseleben, Erdeborn, Hornburg, Neehausen, Röblingen am See, Seeburg, Stedten e Wansleben am See, formò infatti il comune di Seegebiet Mansfelder Land.